# Vorbergzone (Oberrheingraben)

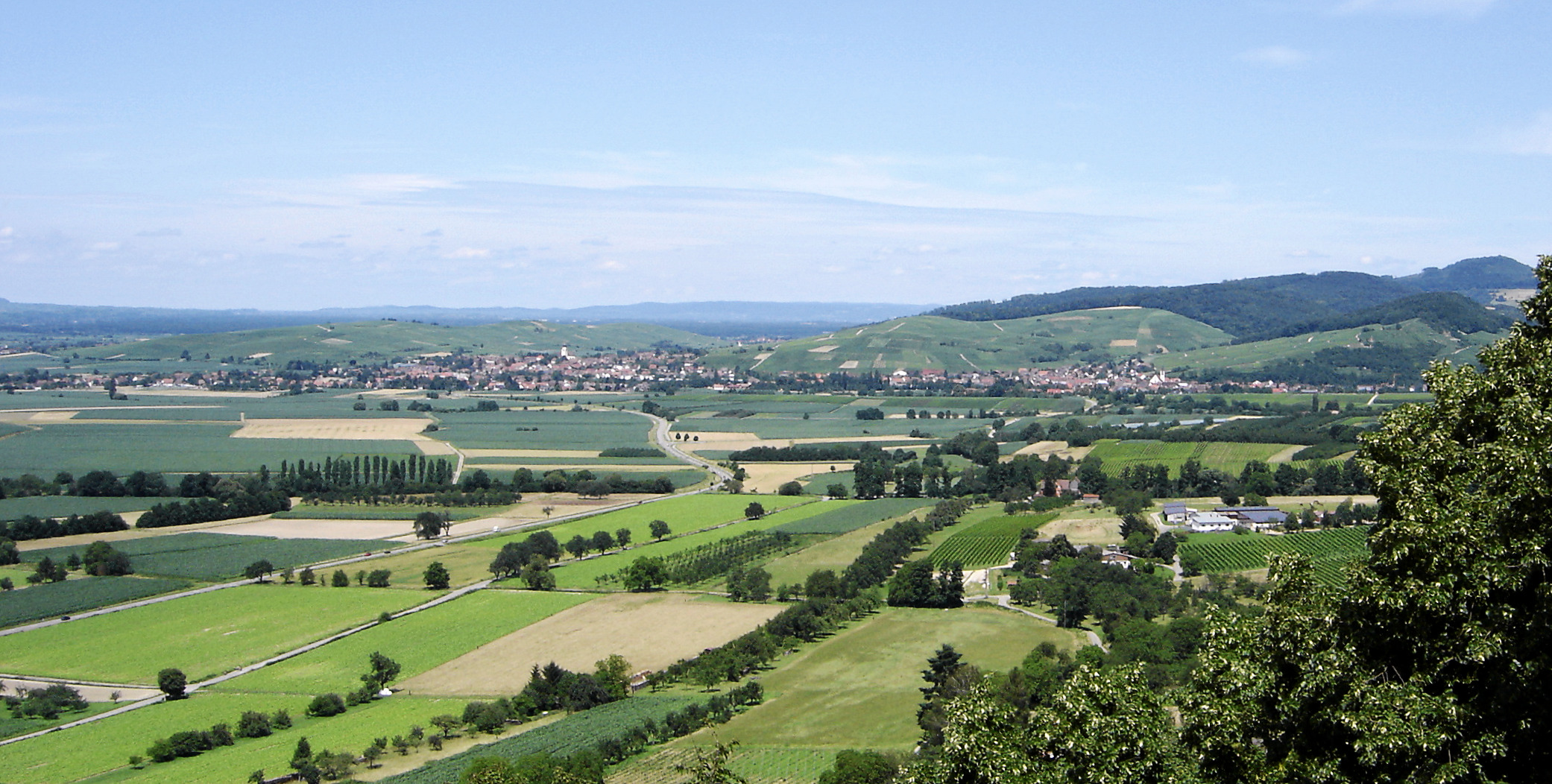
Oberrheinebene und Vorbergzone des südlichen Schwarzwalds. Blick von Burg Staufen in Richtung des Schönbergs (rechts im Hintergrund)

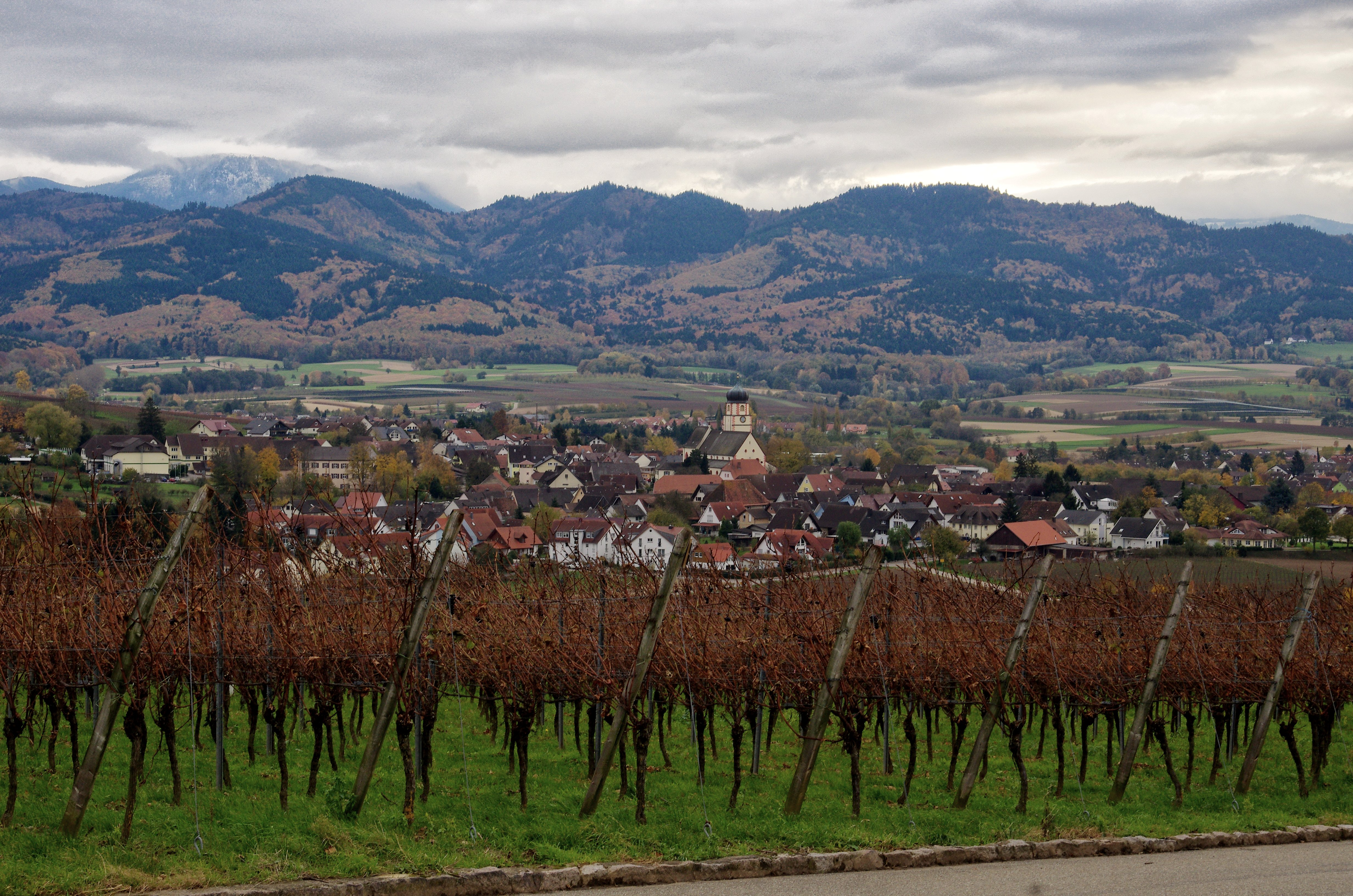
Blick vom Batzenberg über die Vorbergzone mit Kirchhofen auf den markanten Gebirgsrand des Schwarzwalds

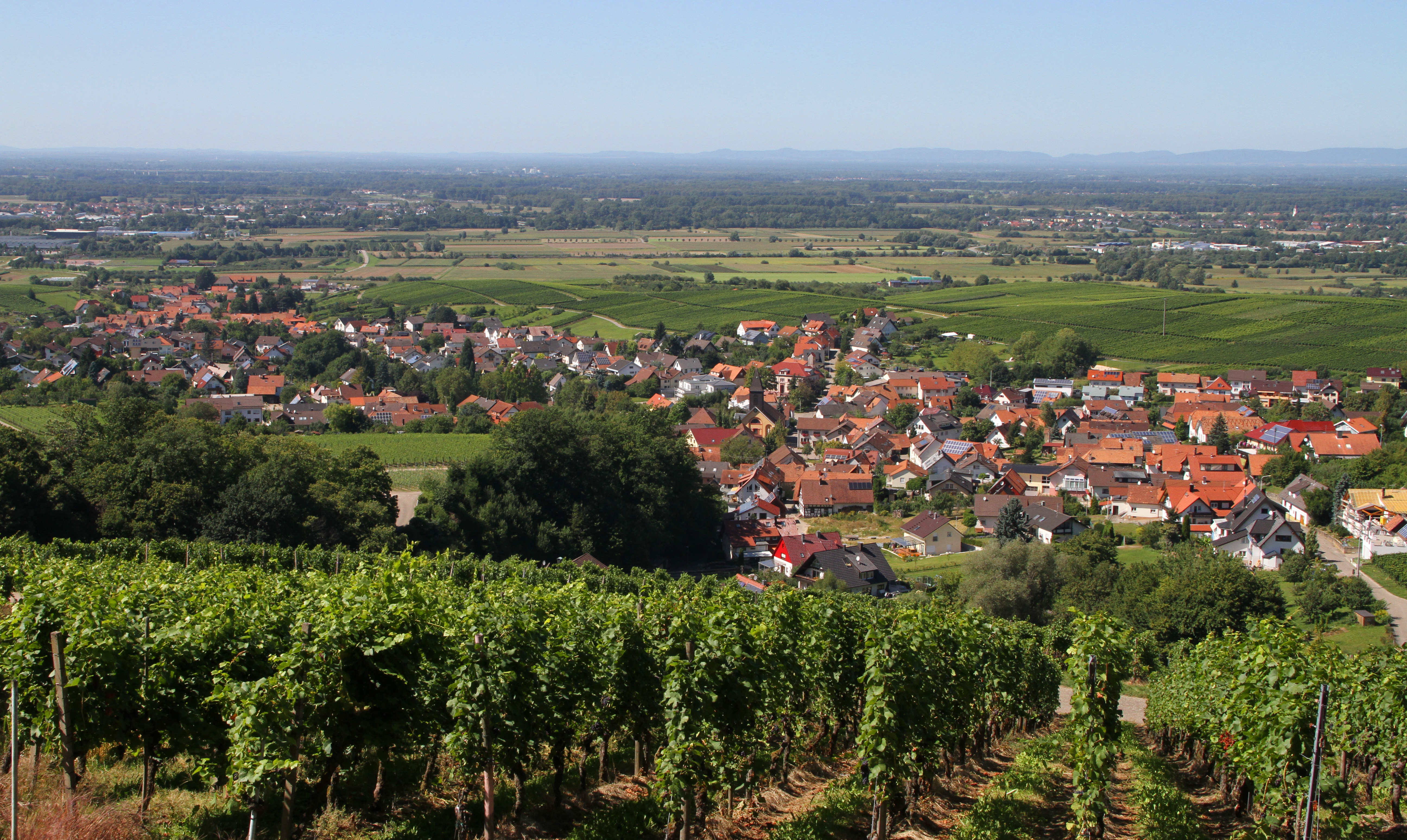
Vorbergzone des Nordschwarzwalds, Blick über Bühl-Eisental in Richtung Rheinebene

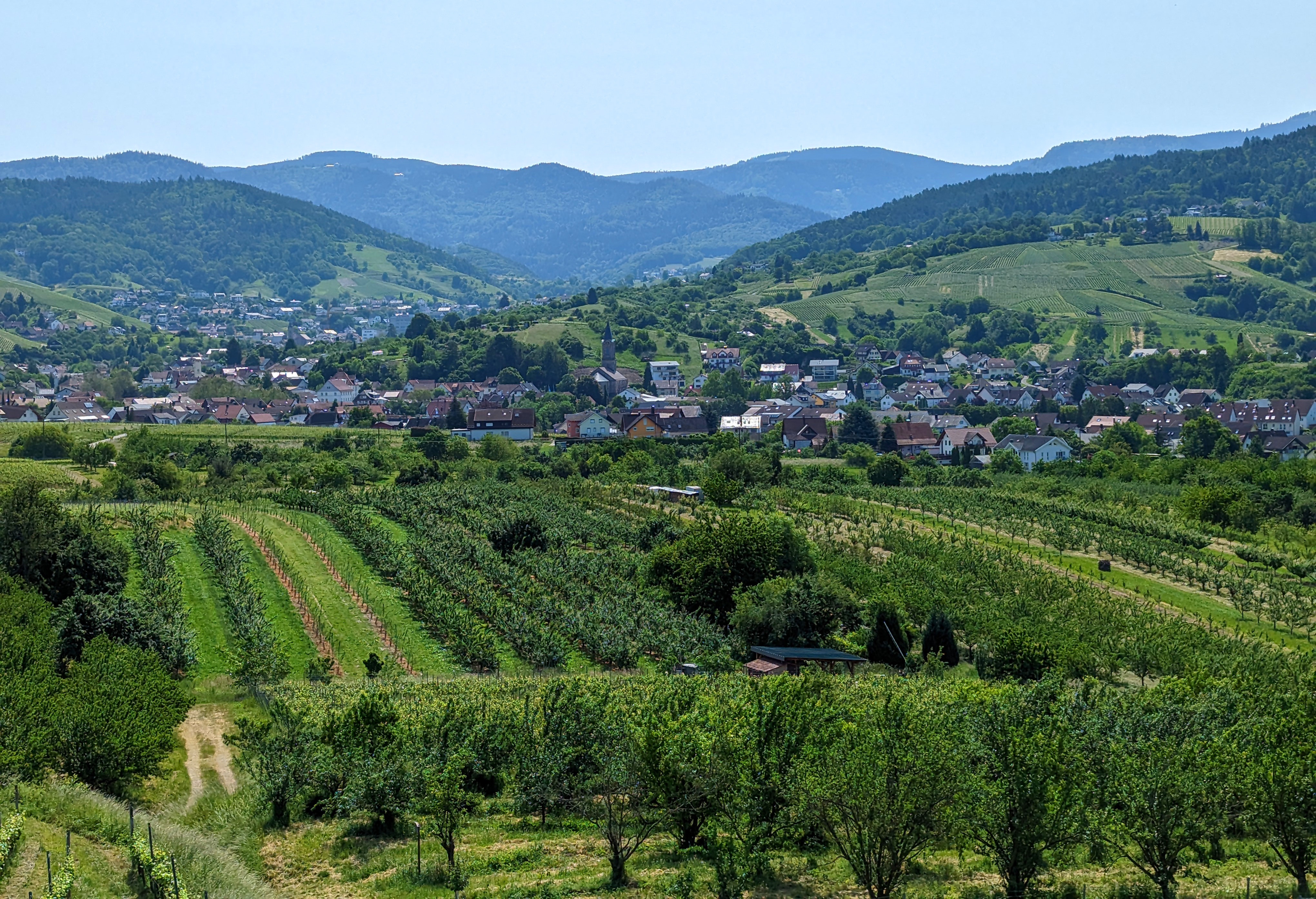
Vorbergzone des Nordschwarzwalds, Blick über Bühl-Altschweier in Richtung Bühlertal

Als Vorbergzone wird die Hügellandschaft vor den Randgebirgen der Oberrheinischen Tiefebene bezeichnet, insbesondere vor Schwarzwald, Vogesen und Pfälzerwald. Die dortigen Vorberge sind beim Absinken des Grabenbruchs an den Flanken der Gebirge hängen gebliebene Randschollen. Auf ihnen sind Schichten des Deckgebirges erhalten, die auf den benachbarten höheren Schollen meist bereits abgetragen sind. Sie sind häufig mit einer Löss-Schicht bedeckt und bieten gute Voraussetzungen für eine landwirtschaftliche Kultivierung. So wird in Baden, dem Elsass und der Pfalz in der Vorbergzone intensiver Obst- und Weinbau betrieben.

## Vorbergzone des Schwarzwaldes
Insbesondere folgende im Handbuch der naturräumlichen Gliederung Deutschlands abgegrenzte Landschaften werden der Vorbergzone am Westrand des Schwarzwaldes zugeordnet:
- Nr. 201 Markgräfler Hügelland[1] vor dem Hochschwarzwald
- Nr. 211 Lahr-Emmendinger Vorberge[2] vor dem Mittleren Schwarzwald
- Nr. 212 Ortenau-Bühler Vorberge[3] vor dem Nordschwarzwald

Das Markgräfler Hügelland wird dabei zur Haupteinheit Südliches Oberrheintiefland gezählt, die Lahr-Emmendinger Vorberge und die Ortenau-Bühler Vorberge zur Haupteinheit Mittleres Oberrhein-Tiefland. Die Gliederung ordnet die Vorbergzone damit der Oberrheinischen Tiefebene zu und nicht dem Gebirge.